# باشگاه ورزشی خورخه ویلسترمن
باشگاه ورزشی خورخه ویلسترمن (انگلیسی: C.D. Jorge Wilstermann) یک باشگاه فوتبال مستقر در کوچابامبا، بولیوی است که در حال حاضر در لیگ دسته اول فوتبال بولیوی،  بالاترین سطح لیگ فوتبال در این کشور به فعالیت می‌پردازد. 